# Altes Rathaus Merseburg

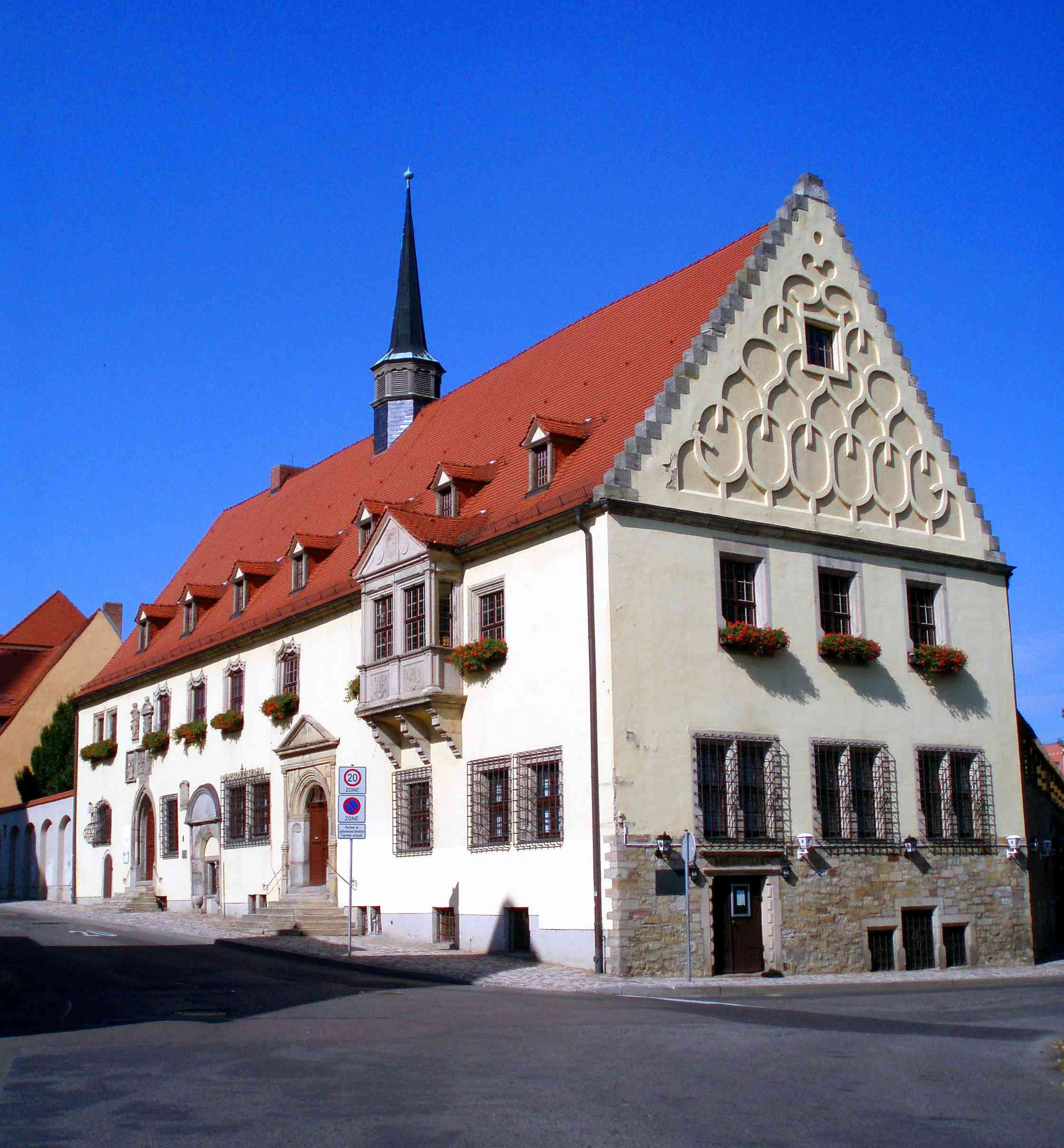
Altes Rathaus in Merseburg

Das Alte Rathaus in Merseburg ist ein Baudenkmal in der Stadt Merseburg im Saalekreis in Sachsen-Anhalt.

## Lage und Geschichte
An der damaligen Marktstraße (dieser Abschnitt heute Burgstraße) entstand nach einem Brand im Jahr 1444 über älteren Resten das Rathaus von Merseburg. Es wird heute als Altes Rathaus bezeichnet, weil später südwestlich und somit schräg gegenüber ein Marktplatz geschaffen wurde, an dem auch das Neue Rathaus stand, das aber nicht mehr existiert. Durch spätere Umbauten entstand ein Rathaus in Formen von Gotik und Renaissance, eine Kombination wie sie zum Beispiel auch in Halle oder Eisleben vorzufinden ist. Auf den sonst häufigen Turm verzichtete man hierbei und schuf so ein schlichtes, aber dennoch reizvolles Gebäude mit Dachreiter und zahlreichen Fassadendetails.
Die Fenster und Portale gehören teils in die Spätgotik, teils in die Renaissance. Die Wappentafeln an der Westfassade sind zugleich auch Zeugnisse von Umbauten, stammen aus den Jahren 1478 (Nordbau), 1529 oder auch 1692. Der hallesche Architekt Nickel Hoffmann ist aber für den wichtigsten Umbau verantwortlich gewesen, der dem Rathaus im Wesentlichen sein heutiges Aussehen gab, indem er den Südteil schuf und von dem unter anderen die beiden Renaissanceportale (1559, 1568) und der Erker (1561) stammen. Im Innern zeugt neben einem weiteren Renaissance-Portal vor allem der Ratskeller noch von dieser Zeit. Ansonsten wurde aber vieles modernisiert und zudem das Gebäude in den Jahren 1913 und 1914 am Südende um einige Meter verkürzt. Erst von diesem Umbau stammen der Südgiebel, der Dachreiter und die Dachgauben. Sie sind also Werke des Historismus. Im Zweiten Weltkrieg wurde das Gebäude beschädigt.
Heute befinden sich im Rathaus unter anderem das Bürger- und Ordnungsamt sowie das Jugend- und Sportamt. Das Gebäude steht unter Denkmalschutz und ist im Denkmalverzeichnis mit der Erfassungsnummer 094 20121 registriert.